# Zlagna, Caraș-Severin
Zlagna (română 1924: Slagna) este un sat în comuna Turnu Ruieni din județul Caraș-Severin, Banat, România.

## Legături externe

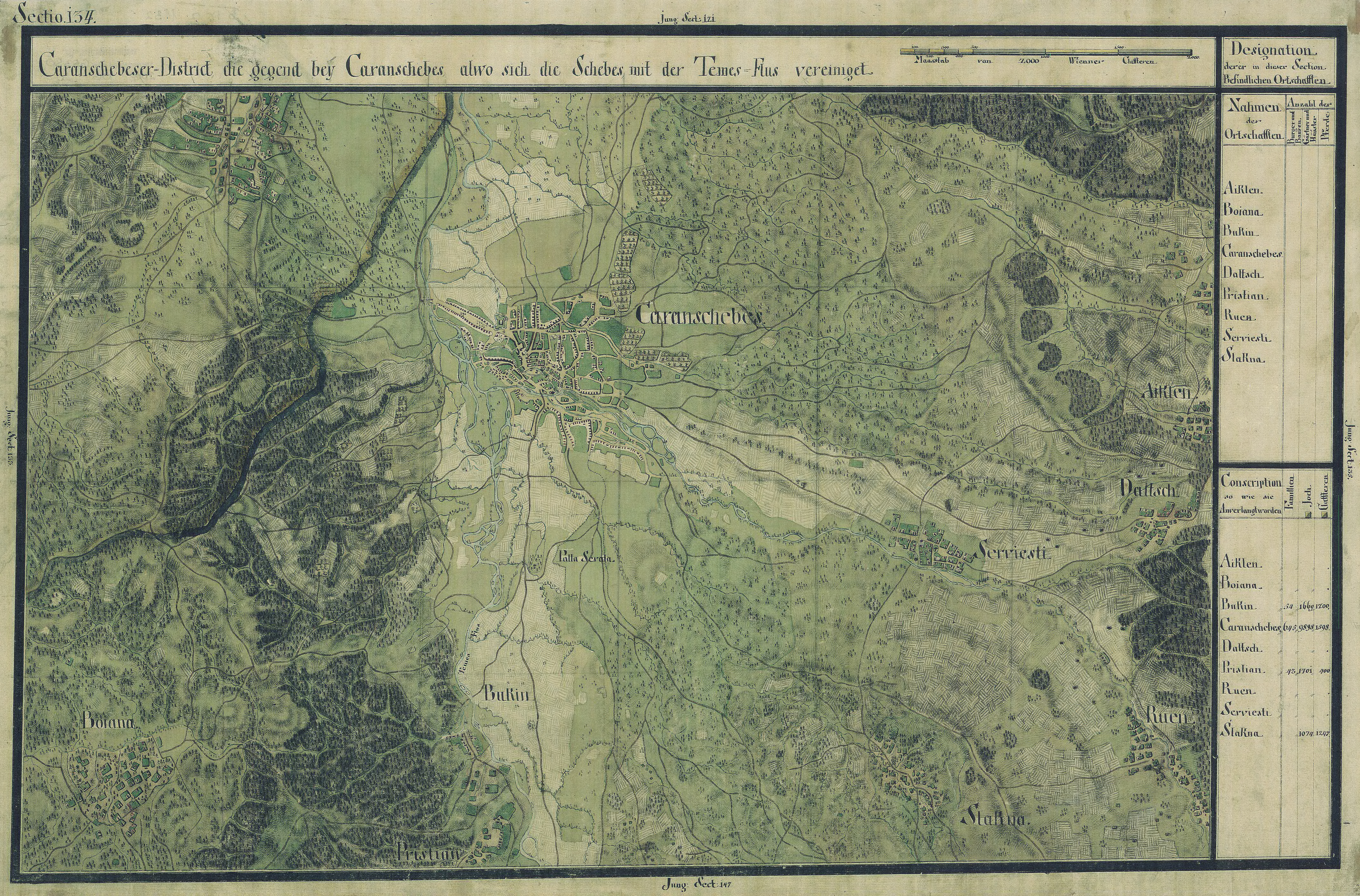
Zlagna în Harta Iosefină a Banatului, 1769-72